# Лаура Фітінггофф
Лаура Матільда Фітінггоф (швед. Laura Mathilde Fitinghoff; 14 березня 1848 — 17 серпня 1908) — шведська письменниця. Відома своїми дитячими книжками; особливо «Діти з Фросмоф'єллет», за якою 1945 року зняли фільм.

## Життя
Лаура Матільда Бернгардіна Рунстен (швед. Laura Mathilda Bernhardina Runsten) народилася у 1848 році. Її батько, Юнас Бернгард Рунстен, був пастором і членом парламенту. Виросла на великій фермі в Соллефтео, де вона вивчала астрономію, релігію, літературу, латинську, англійську, французьку та німецьку мови. Усі п'ятеро дочок пастора мали здібність до музики і навчалися в Музичній академії в Стокгольмі, де родина жила, поки батько виконував свої депутатські обов'язки. Сестра Лаури, Мальвіна, також стала письменницею, а їхню матір, Оттілію Лефвандер, шанували за щедрість і допомогу бідним під час голоду 1867—69 років.
Лаура вийшла заміж за Конрада Фітінггоффа, заможного підприємця. Вони жили у великому будинку в Екенсгольмі. З народжених Лаурою дітей вижила лише Роза. Конрад подарував Розі стадо оленів і пароплав як подарунок на хрещення. Однак до того часу, коли Розі виповнилося вісім, родинного статку вже не було, і вони переїхали до меншого будинку в Блекінге. Роза була дуже віддана своїй матері. Коли Лаура і Конрад почали жити окремо, вона взяла квартирантів і почала заробляти на життя письменництвом. Першу книжку вона написала про п'ятьох сестер, які, як і вона, жили в вікаріаті; «Маленький світ серед гір» називали першою шведськомовною книжкою для дітей, дія якої відбувається на Півночі. Її наступні книги, як правило, спрямовані на жінок і дітей, і як і перша, вони часто базувались на її власних переживаннях. Її книжки ілюстрували Єнні Нюстрьом та Гільма аф Клінт, а в 1891 році її роман Vårluft отримав другу премію на літературному конкурсі.
Вона вступила до спілки письменників і стала частиною культурної групи. Разом з іншою письменницею, Матильдою Роос, вони побудувала будинок у Стоксунді. (Після смерті їх обох він став будинком відпочинку для жінок.)
«Діти з Фросмоф'єллет» стали її найвідомішою книжкою. У ній йдеться про сімох бідних сиріт, які разом з козою, яка їх годувала, подорожували у 1860-х роках північчю Швеції. Історія перекладено декількома мовами; знятий 1945 року фільм за цією книжкою пізніше посприяв появі кінопремії найкращому дитячому кінорежисеру.
Лаура Фітінггофф померла в 1908 році, і її дочка Роза, котра була асистенткою матері, також стала письменницею. У 1938 році Роза заплатила те, щоб рештки батька приєднатися до материних, а її остання книга «Кавалерія спогадів» (1948) стала джерелом біографій її матері.
У 1927 році Сірі Ендрюс переклала «Діти з Фросмоф'єллет» англійською мовою під назвою Children of the Moor.
Товариство Лаури Фітінггофф збирається у роковини її смерті, 17 серпня, біля надгробного каменя на цвинтарі церкви у Соллефтео. Надгробок встановили її шанувальники.

### Художні твори
- Dyrköpt: nykterhetsskiss. Stockholm. 1887.
- Gamla näset: Roman. Stockholm: H. Geber. 1895.
- I fjälluft: tidsbild från seklets midt. Stockholm: N. J. Schedin. 1899.
- Ladugyeardsgärdet, novell i Ord och Bild 1899
- Skisser och berättelser. Stockholm. 1901.
- Lad-patron, novell i Ord och Bild 1901
- Vid gränsen: Roman. Stockholm: Geber. 1906.
- Mellan tvenne makter: Roman. Stockholm: Åhlén & Åkerlund. 1916.
- Ovännen med flera betraktelser. Stockholm: Norstedt. 1916.
- Brittsommar : roman. Stockholm: Nordiska förlaget. 1917. Архів оригіналу за 15 квітня 2019. Процитовано 5 серпня 2020.
- Stella: Roman. Stockholm: Sv. andelsförl. 1924.
- Född med märket: En roman från förra seklet. Uppsala: Lindblad. 1935.

#### Для дітей та молоді
- En liten verld bland fjällen: berättelse för barn. Stockholm: Hökerberg. 1885.
- Taflor ur lifvet och naturen. Stockholm: Lamm. 1886.
- Nya svenska barnbiblioteket: originalberättelser för barn. Saml. 1 : upptagande berättelser af J. C. von Hofsten[sv], Mathilda Langlet[sv] och Laura Fitinghoff. 1888.
- I rosengyeard: barnberättelse. Stockholm: P. A. Huldbergs Bokf.-aktb. 1890.
- I löfsprickningen: berättelse för de unga. Stockholm: P. A. Huldbergs Bokf.-aktb. 1891.
- Vyearluft: en berättelse för ungt folk. Stockholm: Frithiof Hellberg. 1892.
- Lille Lapp-Natti och hans fostersystrar: berättelse för barn. Stockholm: Hökerberg. 1904,1912. Архів оригіналу за 24 листопада 2020. Процитовано 5 серпня 2020.
- Barnen ifrån Frostmofjället : en barnberättelse för små och stora. Stockholm: Ljus. 1907. Архів оригіналу за 16 лютого 2020. Процитовано 5 серпня 2020.
- I myrstacken. Stockholm: Svenska andelsförl. 1917.
- För många om rummet: sagor och berättelser. Stockholm: Sv. andelsförl. 1926.

### Різне
- Om uppfostran: några allvarsord. Stockholm: Nils Ander. 1904.